# Хэвлок, Генри
Генри Хэвлок (Хавлок) (англ. Henry Havelock; 5 апреля 1795 — 24 ноября 1857) — британский генерал-майор, один из самых харизматичных английских военачальников, чьё имя прочно ассоциируется с колониальными войнами в Индии. Особенно прославился он своей кампанией в долине Ганга, связанной с боями за Канпур и Лакхнау во время Великого мятежа сипаев 1857—1859 годов.

## Ранний период жизни
Генри Хэвлок родился в Англии, в семье Уильяма Хэвлока, состоятельного судостроителя; он был вторым из четырёх братьев (все братья стали военными).
Генри потерял свою мать в 1811 году; в возрасте 20 лет в июле 1815 года он получил пост второго лейтенанта в 95-м пехотном полку. Будущий полководец непрерывно совершенствовал своё образование, и вскоре стал очень знающим человеком в военном деле. В октябре 1821 года он получает чин лейтенанта, в котором и прослужит следующие 8 лет.

## Индия
Не видя возможностей продвинуться по службе, находясь в Англии, Хэвлок попросил перевести его в Индию, и он получил в конце 1822 года назначение в 13-й полк лёгкой пехоты. Находясь на Востоке, молодой офицер стал неустанно изучать персидский язык и хинди.
Находясь в Индии, Хэвлок участвует в первой англо-бирманской войне 1824—1826 годов, после которой он возвращается в Англию и женится на Ханне Маршман, дочери христианского миссионера. В результате этого брака Хэвлок принимает баптизм и становится более религиозным человеком; в дальнейшем это отразится на его солдатах, в рядах которых он будет проповедовать старание следовать Библейским Заповедям (Десять заповедей + Заповеди любви+ Заповеди блаженства) ничуть не меньше, чем военно-полевому уставу. Также он введёт в своих войсках «классы по изучению Библии» (Библия) для повышения уровня христианских знаний и развития интеллекта у солдат, причём в этих классах солдаты и офицеры общались без разделения по категориям, что должно было способствовать установлению более тесного сотрудничества между воинами. Вообще генерала Хэвлока можно сравнить с фельдмаршалом Суворовым: он был такой же харизматичный, немного чудаковатый, имевший писательский, а более всего военный талант.

### Первая афганская война
Генри Хэвлок принимает активное участие в 1-й англо-афганской войне в 1839 году, и получает чин капитана. В мае 1839 года oн участвует в захвате Газни, а позже в оккупации Кабула. По счастливой случайности Хэвлок не оказывается среди чинов британского корпуса, полностью уничтоженного в Афганистане, так как командует полком в Восточном Афганистане. По результатам боевых походов он публикует свою первую книгу — «Мемуары Афганской кампании».
В 1840 году он принимает участие в штурме дефиле у Хильзаса и сражается под Джелалабадом. Здесь, после многих месяцев осады, его колонна побеждает войско Акбар-хана 7 апреля 1842 года.
Следующим этапом его службы становится Гвалиорская кампания, в ходе которой он участвует в штурме Махараджпура в 1843 году.
Потом он сражается в первой англо-сикхской войне и участвует в битвах при Мадки, при Фирузшахе и в Собраонской битве 1845 года.
Полученный боевой опыт он активно использует и одновременно анализирует, становясь одним из плеяды лучших британских военных теоретиков середины XIX века.
После вышеуказанных кампаний он становится помощником генерала-адъютанта в Бомбее. В это время он переводится из 13-го стрелкового в 39-й пехотный полк. Однако вскоре, в 1849 году, он переводится в 53-й пехотный полк, и возвращается в Англию, где проводит 2 года.
В Индию Хэвлок возвращается в 1852 году уже в следующем чине и в 1854 году он становится генерал-квартирмейстером с чином полного полковника, а с 1857 году становится генерал-адъютантом британской армии в Индии.

### Великий Индийский мятеж 1857 года
В этот год он был избран Сэром Джеймсом Утрамом командиром дивизии в англо-персидской войне, и ведёт бои под Мохамаррой против войск шаха Насира аль-Дина, которые возглавляет Ханлар-Мирза.
Вскоре однако был заключён мир, и начало восстания сипаев застаёт его в Центральной Индии. В сохранившем, благодаря решительным действиям генерала Нила, относительное спокойствие Аллахабаде Хэвлок срочно собирает боевую группу из всех возможных мобильных сил, включая отряд генерала Нила, и идёт на поддержку нескольких небольших блокированных английских гарнизонов, в частности под командованием генерала Генри Лоуренса в Лакхнау и под командованием генерала Хью Уилера в Канпуре. В состав его войск входило всего 1400 европейцев, включая гражданских добровольцев Калькутты и других городов, 400 лояльных туземцев и всего 8 пушек. Основу его армии составляли прославленный 78-й полк шотландских горцев, их соратники по персидской кампании 64-й пехотный полк и 1-й мадрасский фузилерный полк из сохранивших верность английской короне индийцев.
Поход колонны генерала Генри Хэвлока с боями через Ауд, теперь штат Уттар Прадеш, вошёл в легенду: в разгар ужасающе жаркого индийского лета небольшая группировка англичан, белых добровольцев гражданской службы и сохранивших лояльность индийцев прошла огромное расстояние, неоднократно громя преграждавшие им путь войска мятежников. Так, 12 июля 1857 года отряд генерала Хэвлока разбил 3500 сипаев и захватил 11 орудий, брошенных мятежниками во время бегства; 14 июля он атаковал мятежников, занявших хорошую оборонительную позицию и выбил их с большим уроном для них же. 16-17 июля в результате ожесточённых боёв под Битуром Хэвлок, имея только 1000 солдат, разбил самого Нана-Сахиба (5000 чел.) и англичане вступили в Канпур, но спасти английский гарнизон в Канпуре не удалось — задолго до прихода помощи, поверив гарантиям раджи Нана-Сахиба и других аристократов, в том числе и ставшего позже очень известным командира дворцовой гвардии раджи Тантия Топи, англичане сложили оружие и все были истреблены, включая европейских лиц гражданской службы, всех лояльных англичанам индийских христиан, а также всех европейских женщин и детей.
Всё-таки освободив Канпур, колонна Хэвлока двинулась к Лакхнау. Ужасный «Колодец» (куда были сброшены разрубленные тела 200—300 убитых женщин и детей канпурского гарнизона — значительную часть их мятежники взяли в плен в качестве рабынь, однако потом все белые женщины и дети были убиты по приказу Нана-Сахиба) и «Палата крови» (резиденция Бибигарх, где происходила резня безоружных европейцев и пол которой был залит сплошным ковром крови) стали для Европы символами «Великого Мятежа». Солдаты Хэвлока, потрясённые увиденным, взяли себе боевой клич «Запомним Канпур! За Колодец смерти! За Бибигарх!» и перестали брать пленных.
Благодаря героическому сопротивлению англичан и их союзников мятежникам не удалось взять укреплённую Резиденцию в Лакхнау, однако из почти 3000 европейских и лояльных индийских солдат, женщин и детей к моменту освобождения в живых осталось 978 человек. Всего в распоряжении у Лоуренса находилось 1720 военных (включая 712 сохранивших верность индийцев), а также 1250 гражданских лиц. Им противостояла огромная армия в 20 000 осаждавших, состоявшая в своей основе из сипаев пехотных полков и соваров кавалерийских полков; однако вскоре после первых неудавшихся штурмов часть мятежников ушла в другие районы, и к моменту прибытия подкреплений Хэвлока резиденцию блокировало 8000 восставших.
Однако Хэвлок не смог привести в Лакхнау достаточно войск для снятия блокады по причине их отсутствия в достаточном количестве тогда в Северной Индии. С ним в Лакхнау вошло примерно всего 850 солдат, но и это уже дало большие шансы осаждённому гарнизону, главным образом вдохнув новые силы в европейцев, которые поняли, что их не бросили в руках мятежников, что далёкая Англия всё равно о них позаботится. Это была так называемая «Первая подмога Лакхнау». Только позже, в сентябре 1857 года, после штурма Дели, англичане смогли сконцентрировать достаточные силы для освобождения Лакхнау. Однако силы инсургентов также многократно выросли. 19 сентября 1857 года 3200 человек европейцев и лояльных сипаев выступили к Лакхнау, и 25 сентября они неожиданным манёвром прорвались через огромную массу из 20, 40 или даже 60 тысяч мятежников, потеряв всего 535 человек. Это была так называемая «Вторая подмога Резиденции в Лакхнау». 12 ноября на помощь Лакхнау выступила ещё одна группировка английских войск, теперь под командованием также очень известного генерала Колина Кэмпбелла. 16 ноября англичане начали попытки прорыва к Резиденции, и 19 ноября они прорвались к осаждённым.

«Я не шотландский горец, но хотел бы им стать!»

 (ген. Хэвлок в честь подвигов шотландской пехоты при освобождении Лакхнау)
22 ноября осаждённые вместе с прибывшими силами начали отступление из Резиденции к контролируемой англичанами территории, которое успешно завершилось. Однако радостное событие освобождения и спасения гарнизона Лакхнау, за судьбой которого следила вся Европа, генерал Хэвлок пережил лишь на несколько дней. Его изнурённый походом организм при отсутствии тогда действенных лекарств не смог побороть дизентерию, которой он внезапно заболел, как и многие из его отряда, из-за некачественной воды. Он умер 29 ноября 1857 года в Дилкуше, неподалёку от Лакхнау, так и не узнав о присвоении ему столь желанного звания генерал-майора. Сообразуясь с общественным мнением, Парламент назначил его оставшейся без содержания вдове ежегодную пенсию в £1,000, а титул баронета передал его сыну.
Окончательно Лакхнау и прилегающие дворцы и селения перешли под контроль англичан только в марте 1858 года.

«…Наконец противник открыл по нам совершенно убийственный огонь, который мы должны были преодолеть, чтобы добиться перелома сражения. Затем мы двинулись на них и открыли огонь по их пушкам, которые имели очень сильные позиции в городе. Наша артиллерия заставила замолчать две из них, но это все, что мы смогли сделать, настолько хорошо было замаскировано третье тяжелое орудие. Горцам 78-го было приказано наступать и захватить пушку. Я никогда не видел ничего более изумительного. Эти люди пошли с наклоненными винтовками, как стена, не открывая огонь до дистанции в сто ярдов. При команде „Атака!“, они рванулись, как свора гончих, и город был взят в один момент …»

 (генерал-майор сэр Генри Хэвлок, Канпур, Индия, 17 июля 1857 г.)

## Память о генерале

### Статуя генерала на Трафальгарской площади Лондона

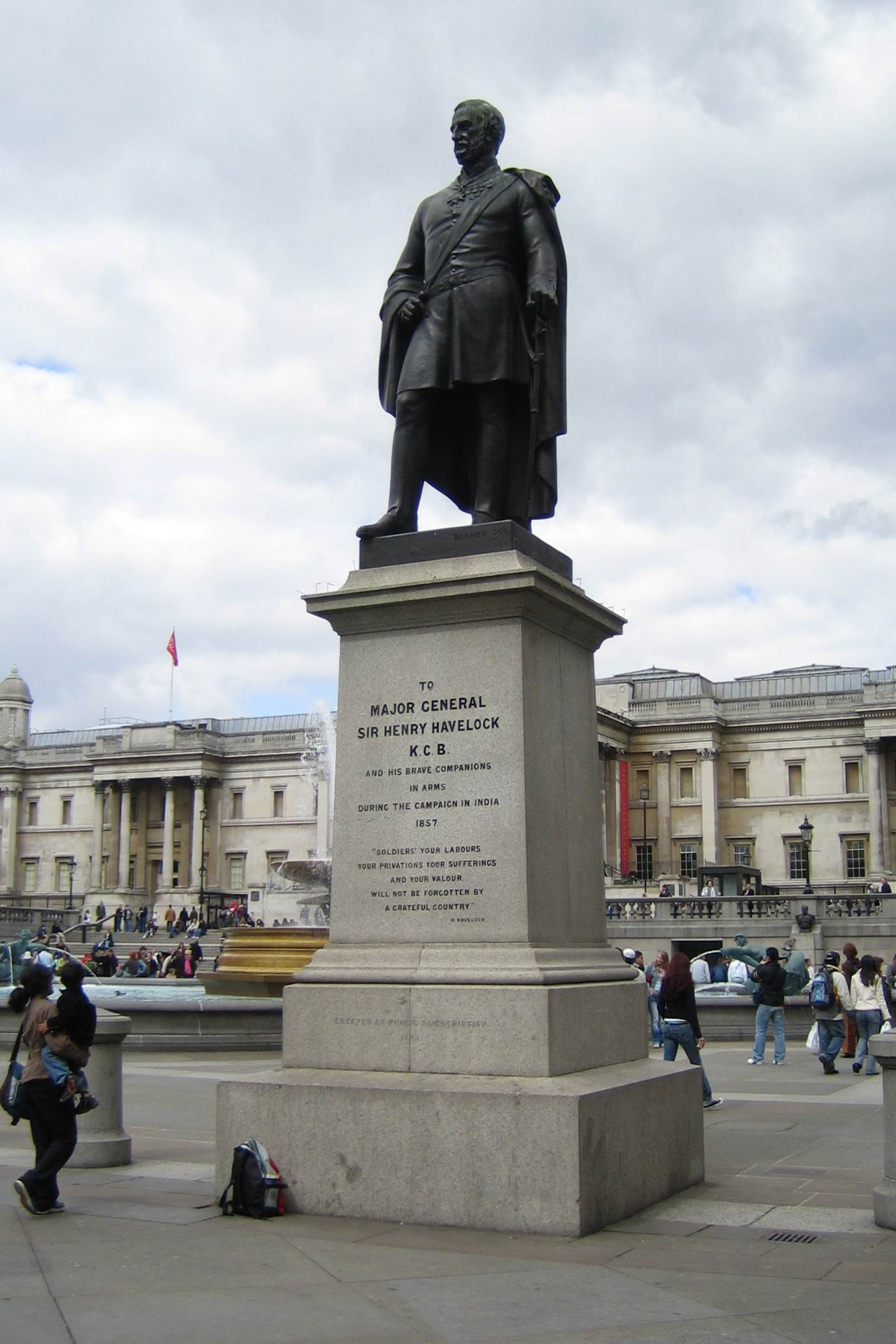
Статуя Хэвлока на Трафальгарской площади Лондона

Генерал Хэвлок запомнился и полюбился своим солдатам тем, что кроме личной изумительной храбрости и талантливого руководства войсками, он проявлял искреннюю и по-настоящему отцовскую и христианскую заботу о своих соратниках: он часто навещал госпитали, всячески заботился об улучшении быта солдат и повышения уровня лечебного обслуживания. В отличие от многих генералов Хэвлок стремился апеллировать не только и не столько к «дисциплине по уставу», а старался, чтобы его солдаты руководствовались в службе «дисциплиной по зову долга»; он считал что главным побуждающим мотивом в войне для воина должен служить не страх наказания и почитание начальства, а христианские мотивы сострадания и мотивация защиты слабых. Кроме того он заботился о хороших условиях проживания для солдатских семей и их детей.
Разумеется, это снискало ему удивительную популярность в войсках; на его любовь солдаты отвечали тем же и добровольно проявляли чудеса героизма под руководством своего харизматичного военачальника. Именно эта любовь к своим подопечным, искренняя сердечность в отношениях даже с низшими чинами в сочетании с героизмом высшего уровня снискали Генри Хэвлоку такую поистине всенародную любовь, следы которой сохраняются в Британии и по сей день.
Эта статуя генерала Хэвлока размещена на одной из главных площадей Англии — Трафальгарской; надпись на ней гласит: «Генерал-майору Сэру Генри Хэвлоку, кавалеру Ордена Бани, и его доблестным товарищам по оружию в честь Кампании в Индии в 1857 г.»

Также там приведена цитата одного из его воззваний:

«Воины! Ваша храбрость, Ваши труды, Ваши жертвы, Ваши подвиги и Ваша доблесть никогда не будут забыты нашей великой страной!»

В 2003 году лорд-мэр Лондона под давлением ряда правозащитных и этнических групп мусульманских и индийских мигрантов из Азии выступил с инициативной снятия монумента генерала Хэвлока, дабы заменить его на «не столь одиозное и более политически корректное лицо». К примеру известен факт, что после ужасов Канпурской резни, когда его солдаты увидели тела злодейски убитых сотен европейских женщин и детей, разрубленные на куски и сброшенные в колодец, англичане попавших к ним в руки мятежников не только убивали, но и специально ритуально их оскверняли — заталкивая перед казнью в рот сипаев-мусульман куски свинины, а в рот сипаев-индуистов куски говядины, а часто и того и другого «для верности». Однако значительная часть лондонцев воспротивилась этой инициативе, и статуя генерала до сих пор стоит там.

### Статуя Хэвлока в Моубрей-Парк
Другая статуя генерала Хэвлока находится на вершине холма в Моубрей-Парке в Сандерленде. Две пушки, использовавшиеся во время боёв под Лакхнау, находятся перед статуей.

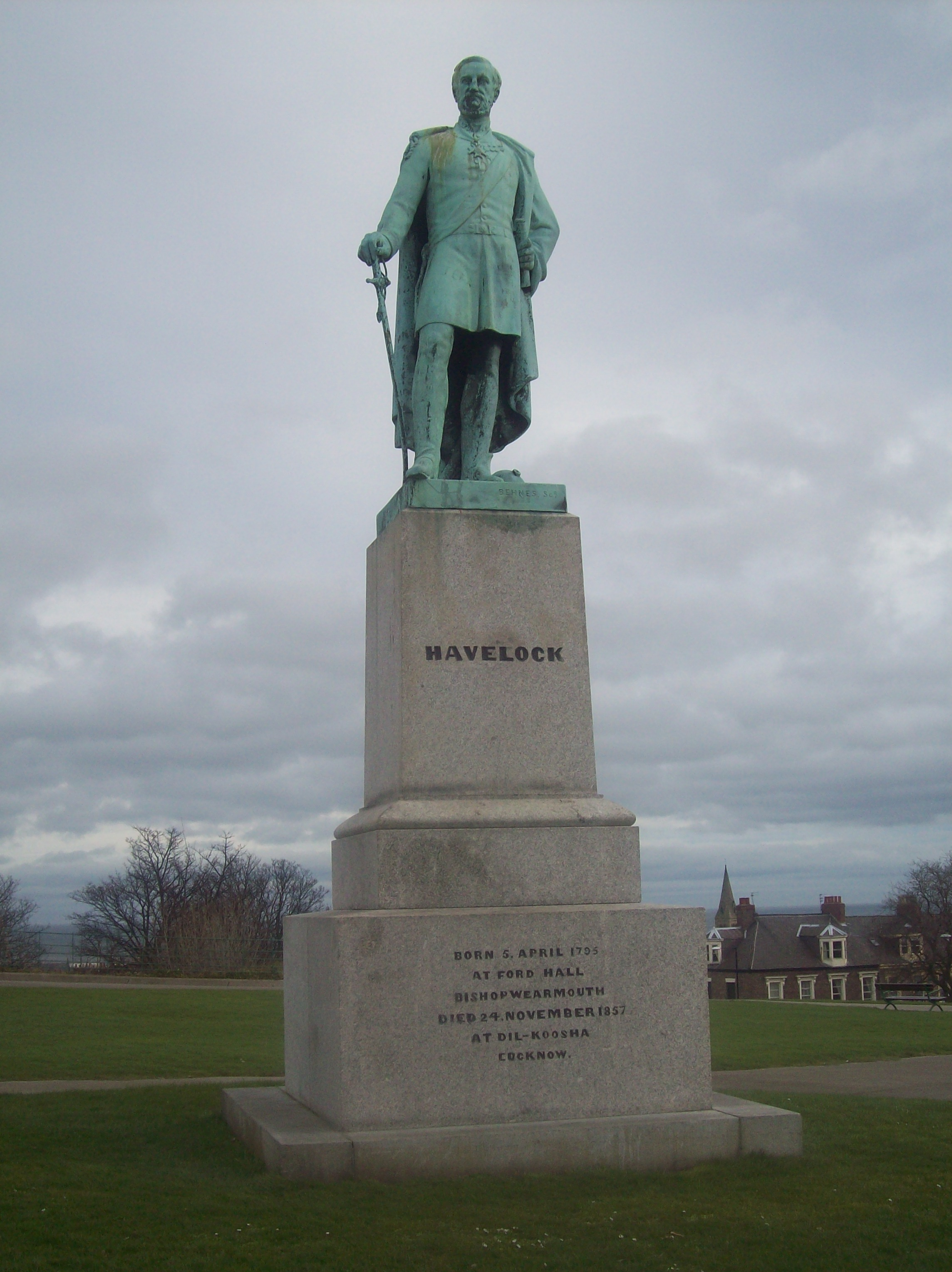
Статуя Хэвлока в Моубрэй-Парк, Сандерленд.

### Прочее
Новозеландский город Хавлок-Норт назван в честь генерала.